# Нотр-Дам-д’Эстре
Нотр-Дам-д’Эстре́ (фр. Notre-Dame-d’Estrées) — коммуна во Франции, находится в регионе Нижняя Нормандия. Департамент коммуны — Кальвадос. Входит в состав кантона Камбреме. Округ коммуны — Лизьё.
Код INSEE коммуны — 14474.

## Население
Население коммуны на 2010 год составляло 168 человек.
| 1962 | 1968 | 1975 | 1982 | 1990 | 1999 | 2010 |
| ---- | ---- | ---- | ---- | ---- | ---- | ---- |
| 229  | 222  | 171  | 157  | 133  | 128  | 168  |

## Экономика
В 2010 году среди 111 человек трудоспособного возраста (15—64 лет) 88 были экономически активными, 23 — неактивными (показатель активности — 79,3 %, в 1999 году было 74,0 %). Из 88 активных жителей работали 78 человек (39 мужчин и 39 женщин), безработных было 10 (6 мужчин и 4 женщины). Среди 23 неактивных 9 человек были учениками или студентами, 8 — пенсионерами, 6 были неактивными по другим причинам.